# 石粒藻属
石粒藻属（学名：Lithocapsa ）为石囊藻科的一个属。此属的模式种为石粒藻(Lithocapsa fasciculata)。

## 下级分类
- 石粒藻 Lithocapsa fasciculata Ercegović 1925